# 武店站
武店站是一个水蚌铁路上的铁路车站，位于安徽省滁州市凤阳县武店镇，建于1944年，目前为四等站，邮政编码为233113。目前客运：办理旅客乘降；行李、包裹托运；货运：办理整车、零担货物发到。蚌埠工务段和蚌埠铁路水泥厂专用线由武店站引出，通往滁州市凤阳县武店镇重要的矿石产地搬井采石场。